# チョークスラム

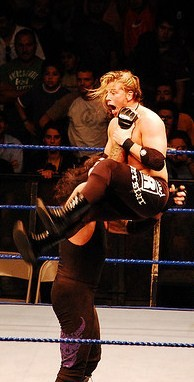
ジ・アンダーテイカーによるチョークスラム。

チョークスラム（Chokeslam）は、プロレス技の一種である。日本名は喉輪落とし（のどわおとし）。

## 概要
対戦相手の首（喉元）を片手で正面からつかみ（相撲の喉輪の状態）、もう片方の腕を添えてそのまま相手を上方へ持ち上げ、背面からマットや地面に落とす。相手が弧を描くように落とすタイプ、持ち上げたところからまっすぐに下方へ落とすタイプ（アメリカ出身選手に多い）がある。
得意技にしている田上明の場合は相手の喉を掴んだ右手を最後まで離さないのが特徴である。外国人レスラーは相手を落とす途中で相手の喉を掴んでいた右手を離す投げっ放し式（投げ捨て式、ホイップ式）を使用しているレスラーが多い。
基本的にチョークスラムと喉輪落としは同一技であるが相手の喉を掴んでいた右手を離すタイミングで両者を区別する見方もある。この場合は相手を落とす途中で相手の喉を掴んでいた右手を離すのをチョークスラム、田上のように相手を落とすまで相手の喉を右手で掴んでいるのを喉輪落とし。
カタカナ名の「チョーク」とは英語で「喉を絞める」という意味で、プロレス用語では気管を絞める反則行為を指す。相手の首を掴み、投げるのでチョークスラムと呼ばれるが、実際には喉元を掴んでいるだけであり、首を絞めているわけではない。ただし、使い手によっては喉を絞めてから仕掛ける場合もある。
応用技として助走しながら相手に仕掛けるランニング式、走ってきた相手に仕掛けるカウンター式、首の後ろをつかんで顔面から落とすリバース式、リングに背を向ける格好で相手をコーナーポスト最上段に座らせて仕掛ける雪崩式がある。

## 創始者
チョークスラムの起源は、輪島大士のオリジナル技であるアーム・ボンバーを後に田上明がラリアット部分を喉輪に変化させたものとする説、シッド・ビシャスのオリジナル技であるビシャス・バスターとする説が存在していた。実説はポール・ヘイマンがECWの巨漢レスラーである911（アル・ポーリング）対策のために開発。田上はアーム・ボンバーからヒントを得たことを認めており、少なくとも日本マットにおいては輪島をヒントに改良した田上が元祖と言って差しつかえ無い。

## 主な使用者
- ジ・アンダーテイカー
- スコット・ホール
- ビッグバン・ベイダー
- シッド・ビシャス - ビシャス・バスターの名称で使用。
- リック・フーラー
- ザ・ハリケーン - ハリ・チョークスラムの名称で使用。
- ビッグ・ショー
- アビス
- ゾディアック
- ギガンテス
- ランス・アーチャー
- ビアシティ・ブルーザー - シットアウト・チョークスラムの名称で使用。
- マット・モーガン
- ストロングマン
- ボビー・ラシュリー
- ルーク・ギャローズ
- ジャックス・デイン
- ジェイク・ダーデン - キュアの名称で使用。
- コーディ・ホール
- シベルネティコ - アポカリプティカの名称で使用。
- ビッグ・タイトン
- クルガン
- ネイサン・ジョーンズ
- ジェームス・ライディーン
- ケイン - チョークスラム・フロム・ヘルの名称で使用。
- ヒクレオ
- エスイ
- 田上明 - 喉輪落としの名称で使用。
- 石川孝志
- 小原道由
- 福田雅一
- ドン・フジイ
- ビッグR清水 - 砲丸投げスラムの名称で使用。
- マンモス佐々木
- 大王QUALLT
- タイチ
- 石川修司
- 河野真幸
- 長尾浩志
- 曙
- ジェイク・リー
- マイバッハ谷口
- マスクドミステリー
- ゼウス
- KING
- 浜亮太
- ビッグ・THE・良寛
- ファング鈴木
- バンビ
- 勇気彩
- 寿ゆり
- 朱崇花
- ラム会長

## 派生技

### ジャイアント・チョークスラム
通称「プロレス界最大級のチョークスラム」。プロレス界一番の巨体を誇るビッグ・ショー が「ザ・ジャイアント」時代に開発した唯一無二の必殺技。プロレス史上、最高高度（240cm）まで持ち上げられて、最も滞空時間（3秒半）が長く、腕に体重（193kg）を乗せて膝をつくように落とされるため、プロレス界の投げ技の中では、群を抜いてトップレベルの破壊力。現在は危険すぎてほとんど使用されておらず、封印状態にあって、晩年は通常版のチョークスラムを使用するようになった。ちなみにプロレスゲームソフト「ファイヤープロレスリングワールド 」でも、このジャイアント・チョークスラムが解禁、使用できる。

### スカイハイ・チョークスラム
ベイダーがノア参戦後に考案した技。自分の片腕を相手の股下を通してから喉を掴む。このとき、相手片足の腿は自分の片肩へ乗せる。これにより、通常の喉輪落としよりも高く抱え上げる事が出来る。ここ一番では、相手をコーナー最上段に据えた状態から繰り出す。コーナーに据えた状態から落とすのはイーグル沢井のイーグル・キャノン・ボムも同型である。

### 喉輪バスター
泉田純至が考案した技。喉輪の体勢から相手の足を足払いの様に払い、背面からマットへ倒す技。

### 俺が田上
田上明のオリジナル技。アトミック・ドロップの体勢で相手を高々と持ち上げた後に喉輪落とし（チョークスラム）でマットに叩き付ける技。重力との効果が相まって強烈なダメージを与える。この後にさらに起き上がりこぼし形式で喉輪落としを繰り出すこともある。三沢の持つGHCヘビー級王座に照準を合わせ開発された技。当初田上は「エメラルドフロート」と名づけたが、三沢の必殺技エメラルド・フロウジョンのパクリであることから、三沢から抗議を受け、エメラルドフロート→ルビーフロージョン→秩父セメント（三沢が命名）→コンクリ固めと変化していき、最終的に王座挑戦前日に俺が田上に決定した。

### 秩父セメント
田上明のオリジナル技。ブレーンバスターの体勢で真上に持ち上げた後に喉輪落とし（チョークスラム）でマットに叩き付ける技。小橋の持つGHCヘビー級王座に照準を合わせ開発された技。長身を生かした強力な技で、のどを押さえられているため受身が非常に取り辛い。なお、この技名はオレが田上の技名が未定であったときに三沢が名づけた名前であり、利用した形になっている。由来は田上の出身地から。

### つくば薪割り
田上明のオリジナル技。ロープの反動を使った、喉輪落とし（チョークスラム）と柔道の払巻込の複合技。の技で3カウントを奪っている。

### 轟天（ごうてん）
樋口和貞のオリジナル技。カナディアン・バックブリーカーで相手を右肩に担ぎ上げ、真下に落とすと同時に喉元を右手で掴み、後頭部からマットに叩きつける変形チョークスラム。技名は特撮映画「海底軍艦」に登場する轟天号に由来。

### アイアンクロー・スラム
ブル・ブキャナンが「アイアン・ボム」の名称で使用する他、バイソン・スミス、グレート-O-カーンなどが使用する。グレート-O-カーンは「エリミネーター」の名称で使用し、スミスは雪崩式のものを「バイソン・ボム」の名称で使用することもある。アイアンクローに捉えた相手をチョークスラムのように持ち上げて背面から叩きつける。
派生技としてグレート-O-カーンが相手の左腕を股下でリストクラッチした状態で顔面をアイアン・クローで捕らえ、担ぎ上げて後頭部からマットに叩きつける変形エリミネーターがある。

### アメイズ・インパクト
森嶋猛のオリジナル技。ノア移籍後しばらく必殺技にしていた。チョークスラムとは表裏逆向きで捕まえ、相手を持ち上げて顔面側からマットに叩きつける。

### ミラクル・エクスタシー
MEN'Sテイオーのオリジナル技で大石真翔も使用する。チョークスラムのように持ち上げてパワーボムの形で落とす技。

### グラネード
バッドラック・ファレの得意技。チョークスラムの体勢で相手を持ち上げ、サモアンスパイクの形で相手の喉元を親指で突き、叩きつける。

### ヒスパニック・バスター
ボビー・ラシュリーやブラウン・ストローマンなどが使用する、カウンター式の変形ポップアップチョークスラム。走りこんできた相手に対して間髪を入れず、一瞬で一気に持ち上げ、叩きつける。最近の実況では技名を読み違えて、スパインバスターと誤認して放送してしまっているケースが多い。

### シットダウンサイド・チョークスラム
コーディー・ホールの得意技。チョークスラムの体勢で相手を抱え上げたあと体を軽くジャンプさせつつ両足を前に投げ出して尻餅をつく形で着地すると同時に相手の背中を自分の右サイドへと叩きつける。

### 砲丸投げスラム
ビッグR清水のオリジナル技。相手の喉元を掴んだ状態から砲丸投げの構えを取り、高々と相手を担ぎ上げ、前方へ大きく倒れこむ様にして相手をマットに叩きつけるハイアングル・チョークスラム。

### チョークスラム・バックブリーカー
バロン・コービンのオリジナル技。相手をチョークスラムの要領で持ち上げて、相手の背中を片膝の上に叩きつけるバックブリーカー。

### チョークボム
長身を利用して相手をマットに叩きつけるチョークスラム。

### ダブルハンド・チョークスラム
ネック・ハンギング・ツリー状態で相手を持ち上げ、マットに叩き付ける。

### Days Gone
斉藤ジュンのオリジナル技。ブレーンバスターの体制から相手の首のロックを持ち替え、相手の体を振り子のように下方へ旋回させながら叩きつける。

## 返し方
チョーク・スラムを仕掛けられた場合に対するカウンターとして以下のようなパターンがある。
- 強引に喉輪を手で外して脱出する。この場合は相手と同等か、それ以上の怪力を必要とする。
- 相手の腹部（ルール上許されるなら下腹部）を蹴り上げて脱出する。サミングを使って脱出する場合もある。
- 反対に相手にチョーク・スラムを仕掛ける（この場合は両者の、うち先に相手の喉を放した方がチョーク・スラムを受けることになる）。
- 投げられる直前、相手に引き込まれた際に隙を付いて相手の後頭部にエルボーを連打して脱出する。
- 投げ上げられた瞬間、相手の腕を取り、腕ひしぎ逆十字固めで反撃する。
- 投げ上げられた瞬間、相手の頭部を取り、DDT、エース・クラッシャー、ダイヤモンド・カッター、スタナーで反撃する。
- 投げ落とされる瞬間、相手の足元に滑り込み、その勢いを利用してスクールボーイなどでフォールを奪う。
- 投げ落とされる瞬間、相手の首や腕を掴み、スモール・パッケージ・ホールドなどでフォールを奪う。
- 掴みあげられた瞬間、後転宙返りして脱出する。
- 掴みあげられた瞬間、相手の腕を抱えてアームドラッグのように相手を投げる。

## アームボンバー
アームボンバー（Arm Bomber）は、プロレス技の一種である。喉輪落としとは異なる技であるが、日本においては、後に喉輪落としが生まれるきっかけになった技である。

### 概要
輪島大士のオリジナル技。向かい合った相手の首に左腕の肘の内側を絡めて、体を浴びせかけて相手の後頭部や背中をマットに叩きつける。
輪島が利き腕である黄金の左腕で使用した場合はゴールデン・アームボンバーという名称となり、輪島以外のレスラーが使用する場合もしくは輪島が右腕で使用する場合はアームボンバーとなる。
輪島が相撲技の喉輪とかち上げを合体して開発したといわれて当初は片手で相手を捕らえて相手の背中を叩きつけるものだった（日本名は黄金斧爆弾）。日本デビュー2戦目からは揺さぶりを加えて使うようになり（当初は「ゴールデン・アームボンバーII」、日本名は2段式首折り）、結局それが正調なゴールデン・アームボンバーとして定着した。